# James J. Collins
James J. Collins (Nueva York, 26 de junio de 1965) es un bioingeniero estadounidense y profesor Termeer de ingeniería médica y ciencia y profesor de ingeniería biológica en el Instituto de Tecnología de Massachusetts (MIT).
Es uno de los fundadores del campo emergente dela biología sintética, y ha realizado múltiples avances de la biología sintética en biotecnología y biomedicina, incluidos diagnósticos basados en papel para el zika y el ébola y células programables que sirven como diagnósticos vivos y terapias vivas para detectar y tratar infecciones, trastornos metabólicos genéticos raros y enfermedad inflamatoria intestinal. Collins también es un investigador pionero en biología de sistemas, habiendo realizado descubrimientos fundamentales sobre las acciones de los antibióticos y la aparición de resistencia a los antibióticos.
Collins fue elegido miembro de la Academia Nacional de Ingeniería en 2011 por sus contribuciones a la biología sintética y las redes de genes modificados.